# Leptophobia penthica
Leptophobia penthica är en fjärilsart som först beskrevs av Vincenz Kollar 1850.  Leptophobia penthica ingår i släktet Leptophobia och familjen vitfjärilar. Inga underarter finns listade i Catalogue of Life.